# Elam (reino)
Elam (en elamita antiguo: «olakkmi», en acadio: 𒉏𒈠𒆠 «Elamtu», en sumerio: 𒉏𒈠𒆠 «ElamKI»; persa antiguo: Hujiyā; persa moderno تمدن عیلام ―"cultura de Elam"―) era un territorio histórico situado al este de Sumeria y Acad, en el actual suroeste de Irán. Los elamitas llamaban a su país Haltamti (en elamita tardío, Atamti), del cual sus vecinos acadios adaptaron el nombre Elamtu. El alto Elam fue posteriormente cada vez más identificado por su baja capital, Susa, y geógrafos posteriores a Ptolomeo la llamaron Susiana. El término del antiguo persa Hujiyā sobrevive en el topónimo Juzestán, que es la provincia junto con la de Lorestán en la que se sitúan los restos del antiguo Elam. En diversos períodos existieron diferentes imperios elamitas y en otros momentos estuvieron sometidos a imperios vecinos.
Excavaciones realizadas en Susa han proporcionado numerosos documentos en caracteres cuneiformes que permiten reconstruir la más antigua historia y religión de los elamitas. El idioma elamita ―según se ha establecido a partir de los registros cuneiformes― no está relacionado con ninguno de los cuatro grupos lingüísticos vecinos: camito-semítico, sumerio e indoeuropeo (en concreto, del grupo iranio temprano). Algunos expertos han encontrado que la lengua de los elamitas parece estar emparentada con las actuales lenguas drávidas del sur de la India (ver lenguas elamo-drávidas). Sin embargo aún es oscura la relación de los elamitas con otras naciones conocidas.

## Historia

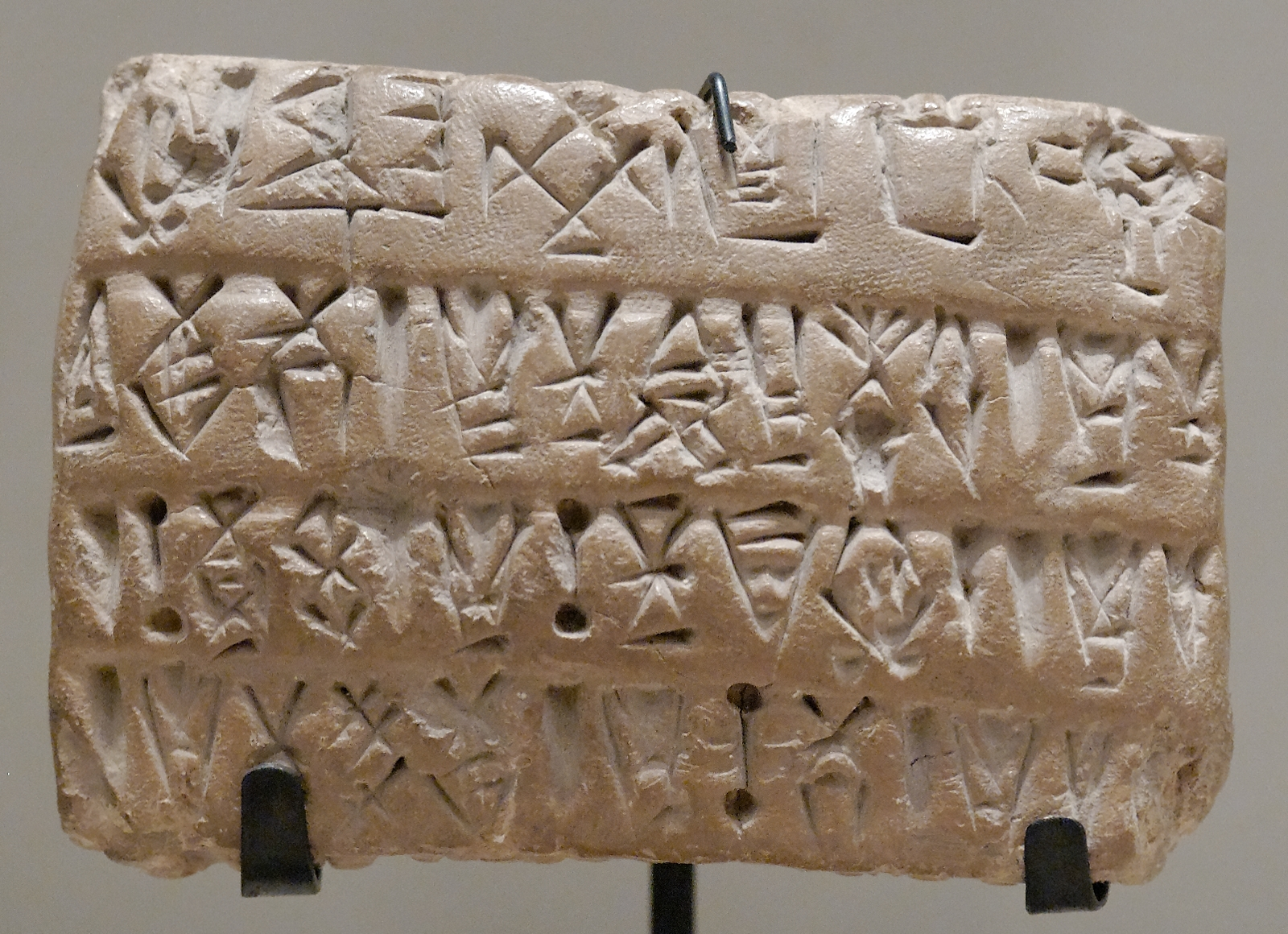
Tablilla con símbolos numéricos del período de Uruk (entre 3200 a. C. y 2700 a. C.). Encontrada en Susa.

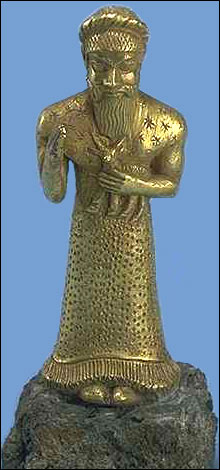
Estatua elamita, Susa.

La historia elamita ha sido dividida convencionalmente en tres periodos: protoelamita, elamita antiguo y neoelamita; sin embargo debe considerarse que continúan siendo descubiertos restos y artefactos de las primeras etapas en el centro y sudeste de Irán.

### Período protoelamita
La ciudad de Susa, fundada alrededor de 4000 a. C. en la cuenca del río Karun, es considerada como el sitio de aparición de la cultura protoelamita. Durante su historia temprana fluctuó entre la sumisión a los estados mesopotámicos y el poder elamita. En los primeros niveles (22-17 en las excavaciones realizadas por Le Brun en 1978) la cerámica no tiene equivalente en Mesopotamia, pero en el período siguiente el material excavado permite la identificación con la cultura Sumeria del periodo de Uruk. La influencia de Mesopotamia en Susa se hace visible a partir de alrededor de 3200 a. C. Los textos en el sistema de escritura protoelamita, aún no descifrada, están presentes hasta alrededor de 2700 a. C. El período protoelamita termina con el establecimiento de la dinastía Awan. La figura histórica conocida más antigua relacionada con Elam es el rey Mebaragesi, de Kish (2650 a. C.), quien lo sometió, según la lista de reyes sumerios. La historia elamita sólo puede ser rastreada a partir de los registros que datan de principios del Imperio acadio, en torno a 2300 a. C. en adelante.
Los arqueólogos han sugerido que existía una estrecha relación entre la civilización elamita y la civilización de Jiroft, evidenciada por sorprendentes similitudes en el arte y la cultura así como por los escritos en lengua elamita encontrados en Jiroft.

### Periodo elamita antiguo

Extensión de Elam (a la derecha, en marrón) en tiempos del Sargón de Acad

Empieza con los reyes elamitas atestiguados con mayor antigüedad, aproximadamente 2700 a. C. Elam, designado por escribas sumerios simplemente como NIM ("Tierras montañosas"), no había sido unificado étnica o culturalmente con anterioridad. Elam cayó bajo el control político de Acad en el siglo XXII a. C. por acción de Sargón de Acad, que mantuvo las instituciones locales. La dinastía Awan reafirmó la independencia de Elam. Shulgi de Ur (2094-2047 a. C.) conquistó Elam por un tiempo. A mediados del siglo XIX a. C., el poder en Elam pasó a la dinastía Eparti. Hammurabi de Babilonia atacó Elam en el siglo XVIII a. C. El rey Kutir-Nahhunte I de Elam contraatacó y causó serios daños, de lo cual se sabe poco, hacia 1160 a. C., y al mando de Shutruk-Nahhunte, Elam derrota a los casitas y establece el primer Imperio elamita, de corta duración. El rey Nabucodonosor I de Babilonia conquistó Elam hacia el 1120 a. C. llevando el imperio a su fin.

### Periodo neoelamita
Hacia el 750 a. C., Elam reafirmó su independencia, causando el renacimiento cultural del periodo neoelamita. Elam, que se había aliado con los caldeos para tratar de restablecer la independencia de Babilonia, fue ocupada por los asirios hacia el 645 a. C., lo que supuso el fin de Elam como estado independiente. Los medos conquistaron Elam a los asirios, y la dinastía aqueménida, otra dinastía iraní que gobernó la anterior tierra elamita de Anshan, tomó Susa y conquistó el Imperio medo para establecer el primer Imperio persa.
La historia tradicional da por concluida  la civilización elamita con el surgimiento de los Aqueménidas, pero las referencias griegas y latinas aún mencionan una región autónoma dentro del Imperio parto denominada Elymaida, que atestigua una supervivencia cultural, según Daniel Potts (ver refs.). Adicionalmente, el viajero árabe del siglo X Istakhrī comentaba que la gente de Juzestán hablaba tres lenguas, árabe, persa y algo que ellos llamaban Khuzī". No está claro si esta lengua descendía del elamita o simplemente era un dialecto local persa. La lengua elamita todavía no ha podido ser relacionada con ninguna otra conocida.
El idioma elamita fue una de las lenguas oficiales del Imperio persa en tiempos antiguos, y Susa una de las cuatro capitales del imperio. Susa también fue capital de la dinastía sasánida desde el 224 a. C. y hasta el 651 d. C. El último uso de la escritura elamita es de fecha del siglo IV d. C., y Elam es todavía conocido como la actual provincia de Juzestán, donde se basa la inmensa industria petrolera de Irán.

## Arte

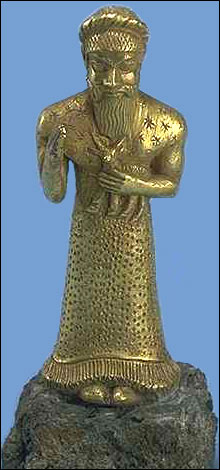
Estatuilla dorada de un hombre (probablemente un rey) llevando una cabra. Susa, Irán, c. 1500-1200 a. C. (período elamita medio).

### Estatuillas
Fechadas aproximadamente en el siglo XII a. C., las estatuillas de oro y plata de adoradores elamitas muestran una cabra de sacrificio. Estas estatuillas divinas y reales pretendían asegurar al rey la protección duradera de la divinidad, bienestar y una larga vida. Las obras que mostraban a un gobernante y su ejecución de una acción ritual pretendían eternizar la eficacia de tales actos. Encontradas cerca del Templo de Inshushinak en Susa, estas estatuillas se habrían considerado cargadas de poder benéfico.
Aunque los arqueólogos no pueden estar seguros de que el lugar donde se encontraron estas figuras indique una fecha anterior o de la época del rey elamita Shilhak-Inshushinak, los rasgos estilísticos pueden ayudar a situar las figuras en un periodo de tiempo específico. El peinado y el atuendo de las figuras, salpicados de lunares y ribeteados con un flequillo corto en la parte inferior, así como los metales preciosos, apuntan a una fecha de finales del segundo milenio a. C. y no del primer milenio.
En general, cualquier estatuilla de oro o plata que representara al rey haciendo un sacrificio no sólo cumplía una función religiosa, sino que también era una muestra de riqueza.

### Sellos

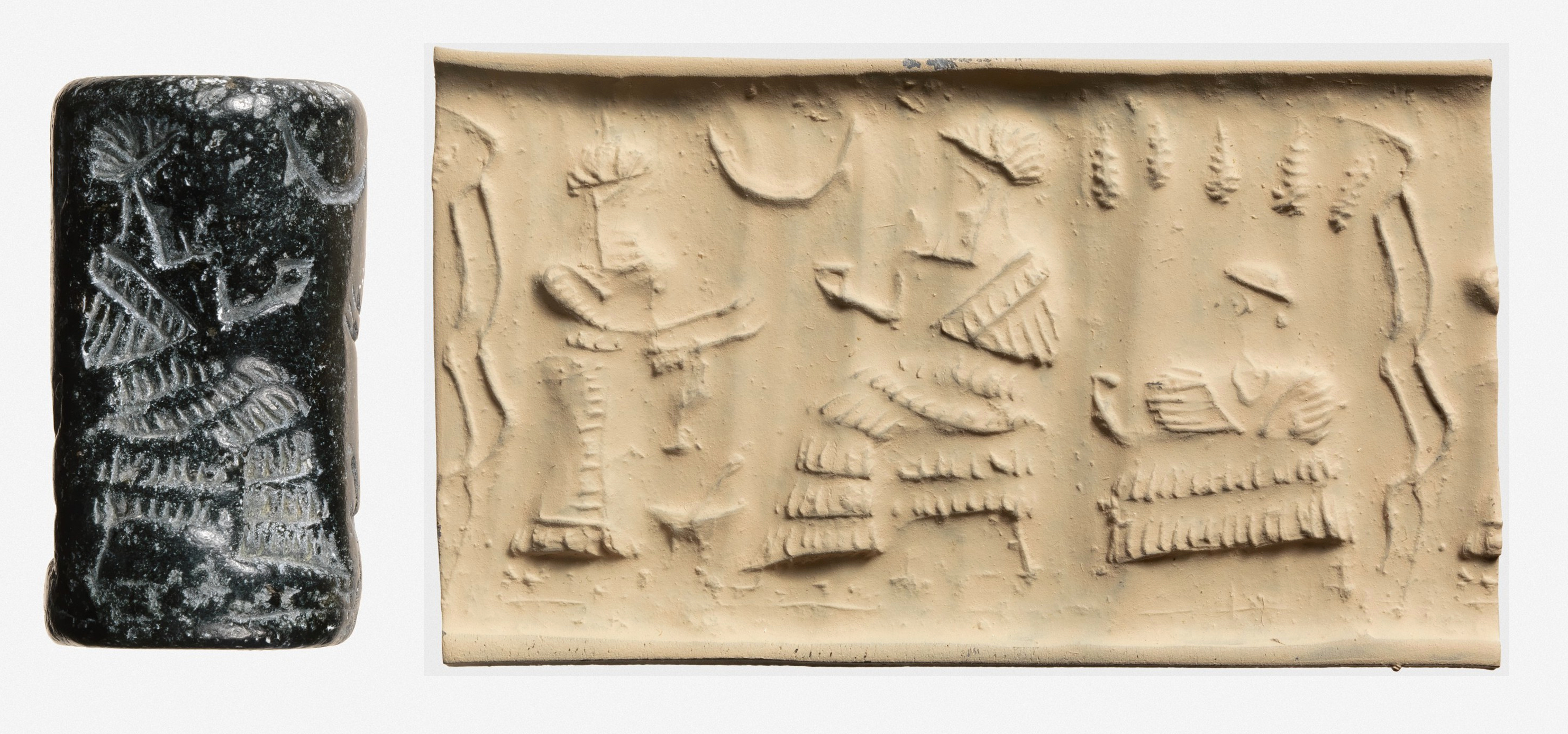
Sello cilíndrico e impresión moderna- adorador ante un gobernante o deidad sentado; mujer sentada bajo una parra MET DP370181

Los sellos elamitas alcanzaron su máxima complejidad en el IV milenio a. C., cuando su forma pasó a ser cilíndrica en lugar de un sello. Los sellos se utilizaban principalmente como forma de identificación y a menudo se fabricaban con piedras preciosas. Dado que los sellos de las distintas épocas tenían diseños y temas diferentes, los sellos y las impresiones de sellos se pueden utilizar para rastrear las distintas fases del Imperio elamita y pueden enseñar mucho sobre el imperio de maneras que otras formas de documentación no pueden.
El sello representado muestra dos figuras sentadas que sostienen copas con un hombre delante de ellas vestido con una larga túnica junto a una mesa. Un hombre está sentado en un trono, presumiblemente el rey, y lleva una túnica envuelta. La segunda figura, tal vez su reina, lleva un amplio vestido con volantes y está elevada sobre una plataforma bajo una enredadera. En el campo aparece una media luna.

### Estatua de la reina Napir-Asu

Estatua de Napirasu

Este exvoto de tamaño natural de la reina Napir-Asu fue encargado alrededor del año 1300 a. C. en Susa, Irán. Está hecha de cobre mediante el método de fundición a la cera perdida y descansa sobre un sólido armazón de bronce que pesa 1750 kg (3760 lb). Esta estatua es diferente de muchas otras estatuas elamitas de mujeres porque se asemeja a las estatuas masculinas debido al cinturón ancho del vestido y a los motivos que se parecen mucho a los de las estatuas masculinas.
La inscripción del lateral de la estatua maldice a cualquiera, concretamente a los hombres, que intente destruir la estatua: "Yo, Napir-Asu, esposa de Untash-Napirisha. Aquel que se apodere de mi estatua, que la destroce, que destruya su inscripción, que borre mi nombre, que sea castigado con la maldición de Napirisha, de Kiririsha y de Inshushinka, que su nombre se extinga, que su descendencia sea estéril, que las fuerzas de Beltiya, la gran diosa, se abatan sobre él". Esta es la ofrenda de Napir-Asu."

### Estela de Untash Napirisha
Se cree que la estela del rey elamita Untash-Napirisha fue encargada en el siglo XII a. C.. Fue trasladada desde la capital religiosa original de Chogha Zanbil a la ciudad de Susa por el rey sucesor, Shutruk-Nahnante. Quedan cuatro registros de la estela. Los restos representan al dios Inshushinak validando la legitimidad de quien se cree que es Shutruk-Nahnante. En la periferia hay dos sacerdotisas, deidades híbridas de pez y mujer que sostienen corrientes de agua, y dos guardianes mitad hombre mitad muflón del árbol sagrado. Los nombres de las dos sacerdotisas están grabados en sus brazos.
El rey Untash Napirisha dedicó la estela al dios Ishushinak. Al igual que otras formas de arte del antiguo Oriente Próximo, ésta representa a un rey reconociendo ceremonialmente a una deidad. Esta estela es única en el sentido de que el reconocimiento entre el rey y el dios es recíproco.

## Cronología de gobernantes

### Dinastía awan(fechas precisas desconocidas)
- Peli (2500 a. C.).
- Tata (fecha precisa desconocida).
- Ukku-Takhesh (fecha precisa desconocida).
- Khishur (fecha precisa desconocida).
- Shushun-Tarana (fecha precisa desconocida).
- Napil-Khush (fecha precisa desconocida).
- Kikku-Sive-Temti (fecha precisa desconocida).
- Lukh-Ishshan (siglo XXIV a. C.).
- Khelu (2300 a. C.).
- Khita (2275 a. C.).
- Kutik-Inshushinnak (2240 a. C.).

### Dinastía simash(fechas precisas desconocidas)
- Gir-Namme (2030 a. C.).
- Enpi-Luhhan (2010 a. C.).
- Khutran-Temtt (fecha precisa desconocida).
- Kindattu (fecha precisa desconocida).
- Indattu-Inshushinnak I (fecha precisa desconocida).
- Tan-Rukhurater (fecha precisa desconocida).
- Indattu-Inshushinnak II (fecha precisa desconocida).
- Indattu-Napir (fecha precisa desconocida).
- Indattu-Tempt (fecha precisa desconocida).

### Dinastía eparti(fechas precisas desconocidas)
- Eparti I (fecha precisa desconocida).
- Eparti II (fecha precisa desconocida).
- Eparti III (1850 a. C.).
- Shilkhakha (fecha precisa desconocida).
- Attakhushu (1830 a. C.).
- Sirukdukh (1792 a. C.).
- Shimut-Wartash (1772-1770 a. C.).

### Dinastía babilónica(1770-1500a.C.)

Oriente Próximo en torno al 1700 a. C., en tiempos de la dinastía babilónica.

- Siwe-Palar-Khuppak (1770-1745 a. C.).
- Kuduzulush I (1745-1730 a. C.).
- Kutir-Nahhunte I (1730-1700 a. C.).
- Lila-Ir-Tash (1700-1698 a. C.).
- Temti-Agun I (1698-1690 a. C.).
- Tan-Uli (1690-1655 a. C.).
- Temti-Khalki (1655-1650 a. C.).
- Kuk-Nashur II (1650-1635 a. C.).
- Kutir-Shilkhakha I (1635-1625 a. C.).
- Temti-Raptash (1625-1605 a. C.).
- Kuduzulush II (1605-1600 a. C.).
- Tata (1600-1580 a. C.).
- Atta-Merra-Khalki (1580-1570 a. C.).
- Pala-Ishshan (1570-1545 a. C.).
- Kuk-Kirwash (1545-1520 a. C.).
- Kuk-Nahhunte (1520-1505 a. C.).
- Kutir-Nahhunte II (1505-???? a. C.).

### Dinastía igehalkid(1350-1200a.C.)
- Ige-Halki (1350-1330 a. C.).
- Pakhir-Ishshan (1330-1310 a. C.).
- Attar-Kittakh (1310-1300 a. C.).
- Humban-Numena (1300-1275 a. C.).
- Untash-Naprisha (1275-1240 a. C.).
- Unpatar-Naprisha (1240-1235 a. C.).
- Kidin-Hutran (1235-1210 a. C.).

### Dinastía Shutrukida(1205-1100a.C.)

Oriente Próximo en torno al 1200 a. C., en tiempos de la dinastía Shutrukida.

- Khallutush-In-Shushinak (1205-1185 a. C.).
- Shutruk-Nahhunte (1185-1155 a. C.).
- Kutir-Nahhunte III (1155-1150 a. C.).
- Silhak-Inshushinak (1150-1120 a. C.).
- Khutelutush-In-Shushinak (1120-1110 a. C.).
- Shilhana-Hamru-Lagamar (1110-???? a. C.).

### Últimadinastía elamita(743-644a.C.)
- Khumbanigash I (743-717 a. C.).
- Shuturnakhkhunte II (717-699 a. C.).
- Khallushu (699-693 a. C.).
- Kutir-Nakhkhunte (693-692 a. C.).
- Khumma-Menanu (692-689 a. C.).
- Humban-Haltash I (689-681 a. C.).
- Humban-Haltash II (681-680 a. C.).
- Humban-Haltash II y Shilhak-In-Shushinak (680-676 a. C.).
- Shilhak-In-Shushinak y Urtaki (676-664 a. C.).
- Shilhak-In-Shushinak y Temti-Humban-Inshushinak (664-653 a. C.).
- Atta-Khumma-In-Shushinak y Khumbanigash II (653-651 a. C.).
- Atta-Khumma-In-Shushinak y Tammaritu (651-649 a. C.).
- Atta-Khumma-In-Shushinak y Indabigash (649-648 a. C.).
- Indabigash (648-647 a. C.).
- Khumma-Khaldash III (647-644 a. C.).

## Menciones en la Biblia
La Biblia menciona ―en Génesis 5:32,10:22― que Elam fue uno de los hijos de Sem (hijo de Noé). Estos versículos llevan al lector al hogar o patria de los semitas, Mesopotamia y Arabia oriental. Elam era la región fronteriza con el bajo Tigris en el oeste y con Media en el noreste. Susa, la antigua capital de Elam (cf. Daniel 8:9), llegó en tiempos posteriores a ser una de las capitales del Imperio persa (véase p.ej. Ester 1:2). Además, Elam posee su propia profecía ―en Jeremías 49, del versículo 34 en adelante― donde Jehová manda males a este pueblo jurando que lo reunirá de nuevo al final de los tiempos.